# Хлестов Олексій Іванович
Олексій Іванович Хлестов (біл. Аляксей Іванавіч Хлястоў; нар. 23 квітня 1976, Мінськ) — білоруський естрадний співак. 

## Біографія
У 1993 році Олексій Хлестов отримав Приз глядацьких симпатій на другому національному конкурсі молодих виконавців у Мінську. Брав участь у конкурсі «Слов'янський базар» у Вітебську, де потрапив у десятку найкращих. Три роки працював у студії «Сябры». Під кінець 1996 року поїхав працювати в Бахрейн, де провів шість років. У лютому 2003 року повернувся до Білорусі. 19 грудня 2003 року на студії West Records вийшов його дебютний альбом «Ответь мне почему». Успішно провів тур білоруськими містами, що завершився 29 квітня 2005 року сольним концертом у Великому залі Палацу Республіки в Мінську. У квітні 2005 року випустив сингл «Ворваться в небо».
У 2011 році нагороджений медаллю Франциска Скорини.
Номінант на Національну музичну премію «Ліра» 2016.

## Дискографія

### Альбоми
- «Ответь мне почему» («Скажи мені чому») (2003)
- «Потому что я люблю» («Тому що я кохаю») (2006)

### Сингли
- «Ворваться в небо» («Увірватись у небо») (2005)
- «Наполовину» («Навпіл») (2016)